# Dolovi (Republika Serbska)
Dolovi (cyr. Долови) – wieś w Bośni i Hercegowinie, w Republice Serbskiej, w gminie Rudo. W 2013 roku liczyła 2 mieszkańców.